# Molinos (Aguascalientes)
Molinos es una localidad del estado mexicano de Aguascalientes. Es parte del municipio de Asientos.

## Demografía
| Gráfica de evolución demográfica |
|                                  |

| Censo | Población |
| ----- | --------- |
| 1970  | 456       |
| 1980  | 608       |
| 1990  | 514       |
| 2000  | 874       |
| 2010  | 1 219     |
| 2020  | 1 327     |